# マッケンジー・マクドナルド
マイケル・マッケンジー・ラウ・マクドナルド（Michael Mackenzie Lowe McDonald, 1995年4月16日 - ）は、アメリカ合衆国カリフォルニア州ピードモント出身の男子プロテニス選手。ATPランキング最高位はシングルス37位、ダブルス49位。ATPツアーでシングルスの優勝はないが、ダブルスでは1勝を挙げている。身長178cm、体重73kg。右利き、バックハンド・ストロークは両手打ち。

## 選手経歴

### ジュニア時代
マクドナルドは3歳の時に父親と一緒にテニスを始めた。父親のマイケルは口腔外科医、母親のビビアン・ヤング、姉ダナ・ジョーンズは体操選手で、UCLAを卒業していた。幼い頃はロージー・バレイスに指導を受け、11歳からは元トップ10選手のウェイン・フェレイラに指導を受けた。それからはカリフォルニア州のピエモント高校に通っており、高校卒業後はUCLAで大学テニスをプレーし（2014～2016年）、プロに転向する前に2016年のNCAAシングルスとダブルスのタイトルを獲得。2016年の大学シーズンをシングルスとダブルスで国内1位の選手として終えた。子供の頃はロジャー・フェデラー、NBAの伝説的選手コービー・ブライアント、元UCLAバスケットボールコーチのジョン・ウッデンに憧れていた。

### 2013年 マスターズ初出場
18歳の時にATPツアーのポイントをまだ保有していない状態で2013年ウエスタン・アンド・サザン・オープンの予選に出場した。そこでトップ100選手であったニコラ・マユとスティーブ・ジョンソン (テニス選手) を破り、マスターズ本戦初出場を果たす。本戦1回戦ではダビド・ゴファンにストレート敗れたが、続く全米オープンの予選に主催者側推薦で出場することとなった。

### 2016年 プロ転向

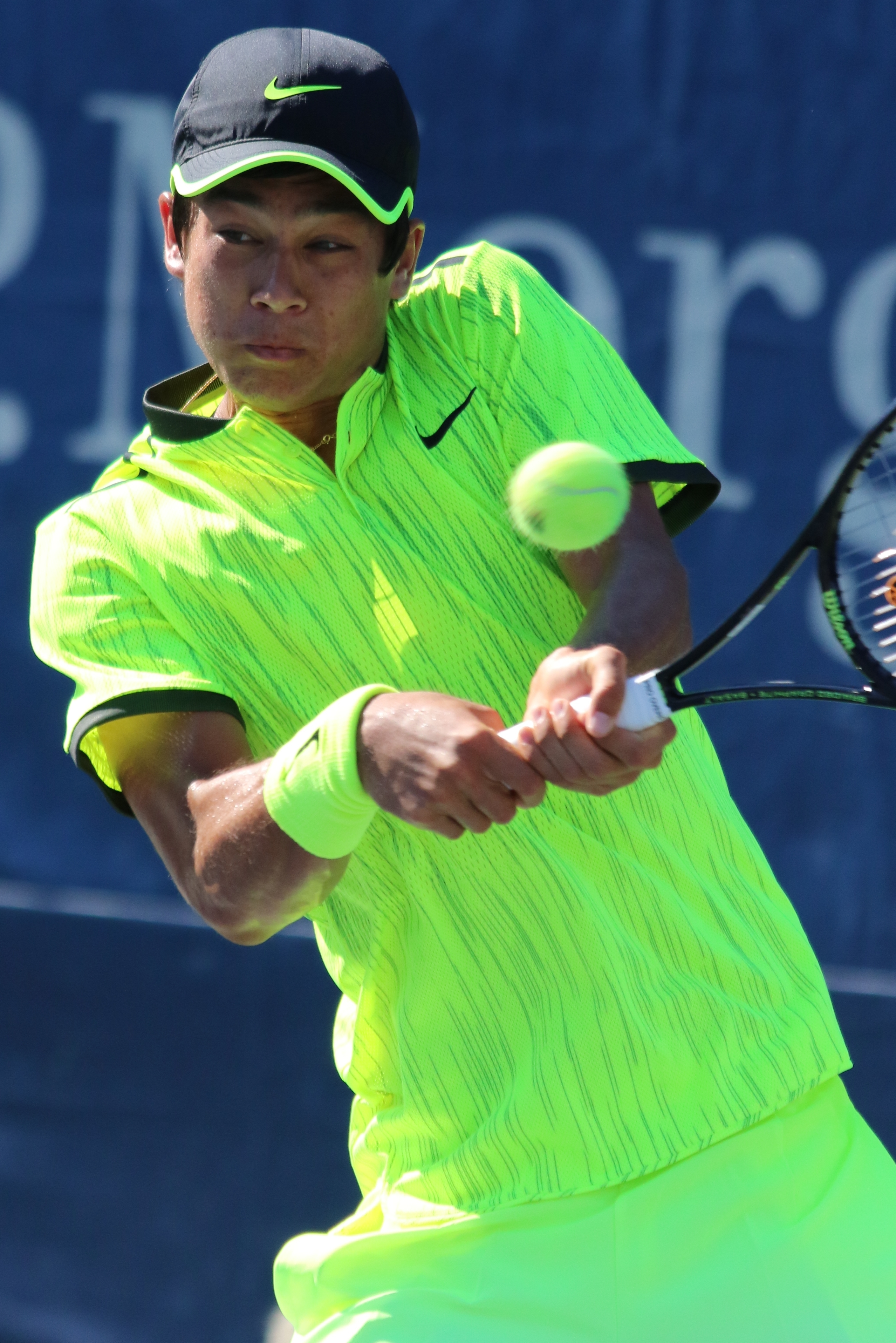
2016年全米オープンでのマッケンジー・マクドナルド

2016年NCAAディビジョンIのシングルスとダブルスで優勝。同年、プロに転向する。年間最終ランキングは321位。

### 2017年 チャレンジャー初優勝
南カリフォルニア大学で開催されたロサンゼルスフューチャーズにおいて決勝でカール・ショダールンドを6–4, 6–0で破り、フューチャーズ優勝。3月にはプロに移行する優秀な大学生テニス選手に与えられるOracle US TennisAwardsを受賞。その後フューチャーズダブルス部門でも優勝し、5回目のフューチャーズダブルスのタイトルを獲得した。10月にはATPチャレンジャーツアーを初優勝。年間最終ランキングは176位。

### 2018年 トップ100入り

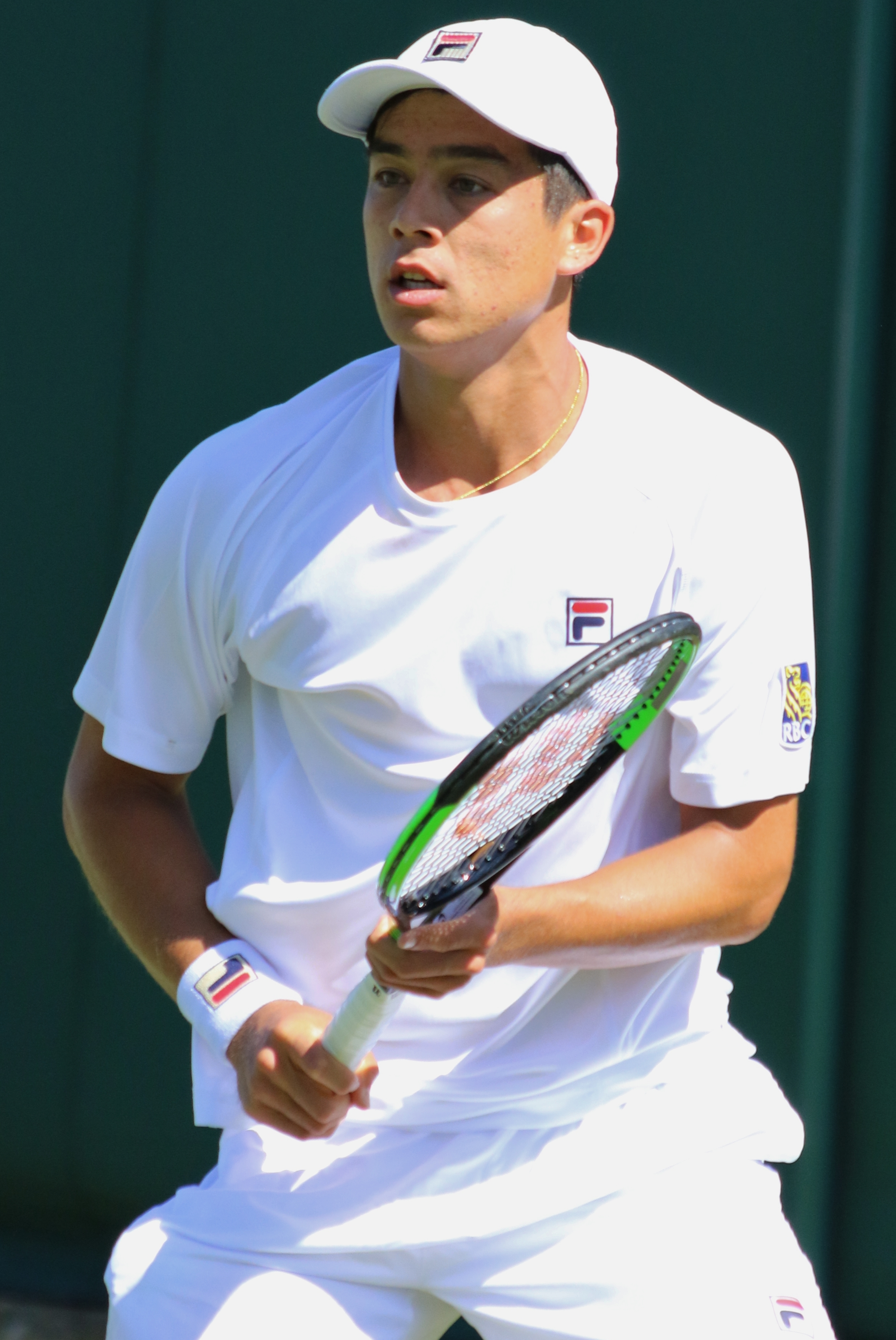
2018年ウィンブルドン選手権でのマッケンジー・マクドナルド

全豪オープンでは2回戦で第3シードのグリゴール・ディミトロフに6-4, 2-6, 4-6, 6-0, 6-8のフルセットの末に敗れた。2月のRBCテニス・チャンピオンシップス・オブ・ダラス決勝では錦織圭に1-6, 4-6のストレートで敗れ、準優勝。5月のソウル・オープン・チャレンジャー決勝ではジョーダン・トンプソンを1-6, 6-4, 6-1で勝利し、チャレンジャー2勝目を挙げた。ウィンブルドン選手権の4回戦で第13シードのミロシュ・ラオニッチに3-6, 4-6, 7-6(5), 2-6で敗れたものの、グランドスラム初の4回戦進出を果たす。年間最終ランキングは78位。

### 2019年 怪我に見舞われる

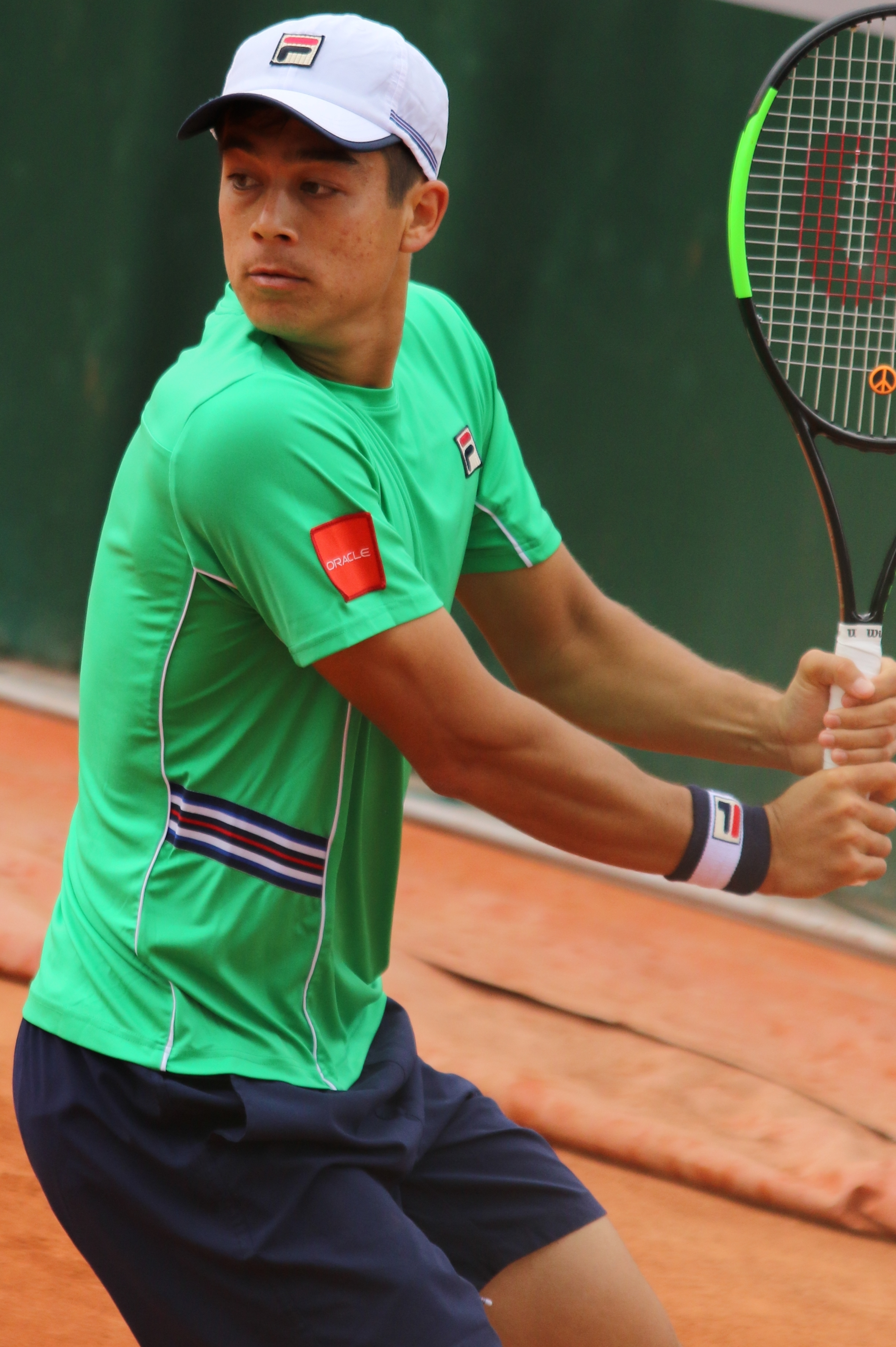
2019年全仏オープンでのマッケンジー・マクドナルド

全豪オープンでは1回戦でアンドレイ・ルブレフを
6-4, 6-4, 2-6, 6-4で下すも、2回戦で第6シードのマリン・チリッチに5-7, 7-6(9), 4-6, 4-6で敗れた。 RBCテニス・チャンピオンシップス・オブ・ダラスでは2年連続準優勝。デルレイビーチ・オープンでは準々決勝でフアン・マルティン・デル・ポトロと対戦し、6–4, 3–6, 7–6(5)のフルセットで勝利し、初のトップ10勝利を飾った。準決勝でラドゥ・アルボットに6-3, 0-6, 0-6が敗れた。BNPパリバ・オープンでは1回戦でジョアン・ソウザを6-4, 3-6, 6-3で破るも、2回戦でダニール・メドベージェフに5-4, 0-6で敗北。マイアミ・オープンでは2回戦でステファノス・チチパスに敗れた。全仏オープンでは西岡良仁に7-6(9), 0-6, 6-4, 2-6, 3-6のフルセットの末に敗れた。その後、右ハムストリングの手術を行い、シーズン全休となった。年間最終ランキングは129位。

### 2020年 全米ダブルスベスト8
昨年の手術からASBクラシックでツアー復帰をするも、ミカエル・イマーに4-6, 3-6のストレートで予選敗退。
プロテクトランキングを使って全豪オープンに出場したが、1回戦で第30シードのダニエル・エバンスに6-3, 6-4, 1-6, 2-6, 3-6の2セットアップからのフルセットの末に姿を消した。
ウエスタン・アンド・サザン・オープンで予選を突破するも、マルコス・ギロンに初戦敗退。全米オープンでは第30シードのキャスパー・ルードに6-4, 6-4, 4-6, 3-6, 2-6の全豪に引き続き2セットアップからのフルセット敗れたが、ダブルスでは初のベスト8入りを果たした。全仏オープンでは2回戦では第2シードのラファエル・ナダルに1-6, 0-6, 3-6のストレートで敗れた。年間最終ランキングは193位。

### 2021年 ツアー初の決勝進出
全豪オープンでは2回戦でを第22シードのボルナ・チョリッチを6-4, 6-2, 4-6, 6-4で破る番狂せを起こす。3回戦でもロイド・ハリスを7-6(4), 6-1, 6-4のストレートで破り、自身2度目のグランドスラム4回戦進出。4回戦では第4シードのダニール・メドベージェフに6-4, 6-2, 6-3のストレートで敗退。2月のアスタナ・チャレンジャー・キャピタル・カップでは決勝でユーリ・ロディオノフを6-1, 6-2で勝利し、チャレンジャー3勝目を挙げた。
全仏オープンでは予選3試合を突破して、1回戦でエーミル・ルースヴオリを4-6, 6-3, 7-6(4), 6-3で破るも、2回戦で第22シードのクリスチャン・ガリンに6-4, 6-4, 6-7(7), 3-6, 6-8の2セットアップからのフルセットで敗れた。ウィンブルドン選手権では予選3試合を制するも、1回戦で第25シードのカレン・ハチャノフに6-3, 3-6, 4-6, 6-7(3)で敗れた。
シティ・オープンでは1回戦でニック・キリオスを6-4, 6-4、2回戦でブノワ・ペールを6-7(6), 6-4, 6-4、3回戦でイリア・イバシュカを6-4, 6-4、準々決勝デニス・クドラを6-3, 6-2で下してベスト4入り。準決勝では錦織圭を6-4, 3-6, 7-5で破り、初のツアー決勝に進出。決勝では第5シードのヤニック・シナーに5-7, 6-4, 5-7で敗れ、準優勝となったが、2年ぶりにトップ100に返り咲き、2021年8月9日付けのランキングで64位になった。
9月の全米オープンでは1回戦でダビド・ゴファンを6-2, 7-5, 6-3のストレートで下すも、2回戦で錦織に6-7(3), 3-6, 7-6(5), 6-2, 3-6のフルセットの末に敗れ、シティ・オープンのリベンジを許した。年間最終ランキングは55位。

### 2022年 トップ50入り
全豪オープンでは2回戦で第18シードのアスラン・カラツェフに6-3, 2-6, 2-6, 3-6で敗れた。ABNアムロ・オープンでは2回戦でアレックス・デミノーに敗れたものの、2月7日のランキングで49位となり、トップ50入りを果たした。BNPパリバ・オープンでは2回戦でカルロス・アルカラスに3-6, 3-6のストレートで敗れた。マイアミ・オープンでは2回戦でグリゴール・ディミトロフを6-1, 6-4のストレートで下すも、3回戦でアレクサンダー・ズベレフに2-6, 2-6のストレートで敗退。
全仏オープンでは初の3回戦進出。3回戦では第11シードのヤニック・シナーに3-6, 6-7(6), 3-6のストレートで敗れた。ダブルスでも3回戦進出。ウィンブルドン選手権では2回戦でリシャール・ガスケに3-6, 6-3, 4-6, 3-6で敗北。
全米オープンでは1回戦でジョアン・ソウザに6-1, 6-7, 6-7, 3-6で初戦敗退。ジャパン・オープンではシングルスは2回戦で權順宇に敗れたものの、マルセロ・メロと組んだダブルスではツアーダブルス初優勝を果たした。10月10日付のランキングでダブルス96位となり、ダブルスでトップ100入りとなった。年間最終ランキングは63位。

### 2023年 ツアー通算100勝
1月、全豪オープンでは2回戦で第1シードのラファエル・ナダルを6-4, 6-4, 7-5のストレートで下す大金星を挙げた。3回戦では第31シードの西岡良仁に6-7(6), 3-6, 2-6のストレートで敗れた。
2月、デルレイビーチ・オープンでは2回戦で前述の西岡に6-3, 3-6, 6-2で下してリベンジを果たし、ベスト4入り。準決勝ではテイラー・フリッツに敗北。
3月、メキシコ・オープンではベスト8入り。準々決勝ではトミー・ポール (テニス選手)に2-6, 2-6のストレートで敗れた。BNPパリバ・オープンでは1回戦でフィリップ・クライノビッチに6-3, 6-0のストレートで勝利するも、2回戦ではホルガ・ルーネに5-7, 3-6のストレートで敗れた。マイアミ・オープンでは2回戦でマッテオ・ベレッティーニを下して、3回戦ではクエンティン・ハリーズに敗れた。

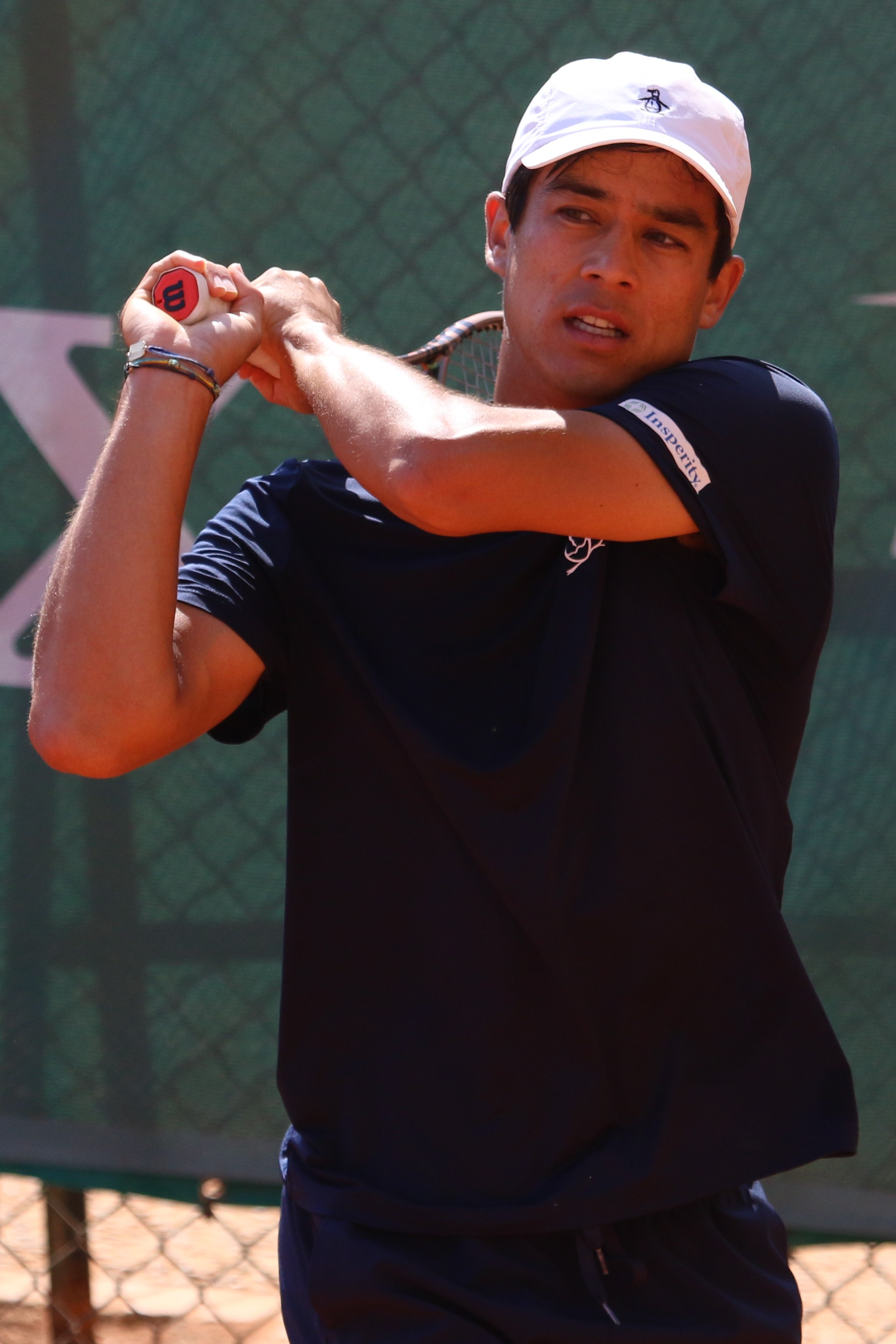
2023年モンテカルロ・マスターズでのマッケンジー・マクドナルド

4月、モンテカルロ・マスターズではIvan Gakhovに初戦敗退。マドリード・オープンではベルナベ・サパタ・ミラジェスに初戦敗退。
5月、ローマ・マスターズではマルコ・チェッキナートに3-6, 5-7のストレートで初戦敗退。全仏オープンでは1回戦で第24シードのセバスチャン・コーダに4-6, 5-7, 4-6のストレートで敗れた。
6月、ロスマーレン・グラスコート選手権でベスト8進出。準々決勝ではリンキー・ヒジカタに7-5, 3-6, 1-6で敗れた。クイーンズ・クラブ選手権では予選を通過して、1回戦でディエゴ・シュワルツマンに2-6, 4-6のストレートで敗退。イーストボーン国際ではベスト4入り。準決勝ではフランシスコ・セルンドロに6-2, 5-7, 2-6で敗れた。
7月、ウィンブルドン選手権では1回戦で第23シードのアレクサンダー・ブブリクに7-6(3), 4-6, 4-6, 4-6で敗れた。ホール・オブ・フェーム・オープンではベスト8進出。
8月、シティ・オープンでは2回戦でグリゴール・ディミトロフに6-7(8), 2-6のストレートで敗れたが、ダブルスではベン・シェルトンと組んでツアーダブルス準優勝を飾った。さらにナショナル・バンク・オープンでは2回戦でアンドレイ・ルブレフを6-4, 6-3、3回戦でミロシュ・ラオニッチに6-3, 6-3で破り、マスターズ初のベスト8進出。準々決勝ではアレハンドロ・ダビドビッチ・フォキナに4-6, 2-6のストレートで敗退。続くウエスタン・アンド・サザン・オープンでは2回戦でルーネを6-4, 2-0(不戦勝)で3回戦進出するも、自身もアドリアン・マナリノ戦で4-6, 0-3の時点で途中棄権となった。全米オープンでは1回戦で第15シードのフェリックス・オジェ＝アリアシムを7-6(5), 4-6, 6-1, 6-4で下して、2回戦でボルナ・ゴヨに3-6, 4-6, 4-6のストレートで敗れた。
9月、珠海選手権ではベスト8入り。準々決勝ではカレン・ハチャノフに6-4, 4-6, 4-6で敗れた。チャイナ・オープンではグリゴール・ディミトロフに6-2, 6-7(4), 1-6で敗れた。
10月、上海マスターズでは2回戦でセルンドロに6-7(4), 6-7(5)のストレートで敗退。ジャパン・オープンでは2回戦でトミー・ポール (テニス選手)に4-6, 2-6のストレートで敗れた。
11月、パリ・マスターズでは2回戦でヤニック・シナーに7-6(6), 5-7, 1-6で敗れた。年間最終ランキングは41位。

### 2024年 マスターズダブルス準優勝

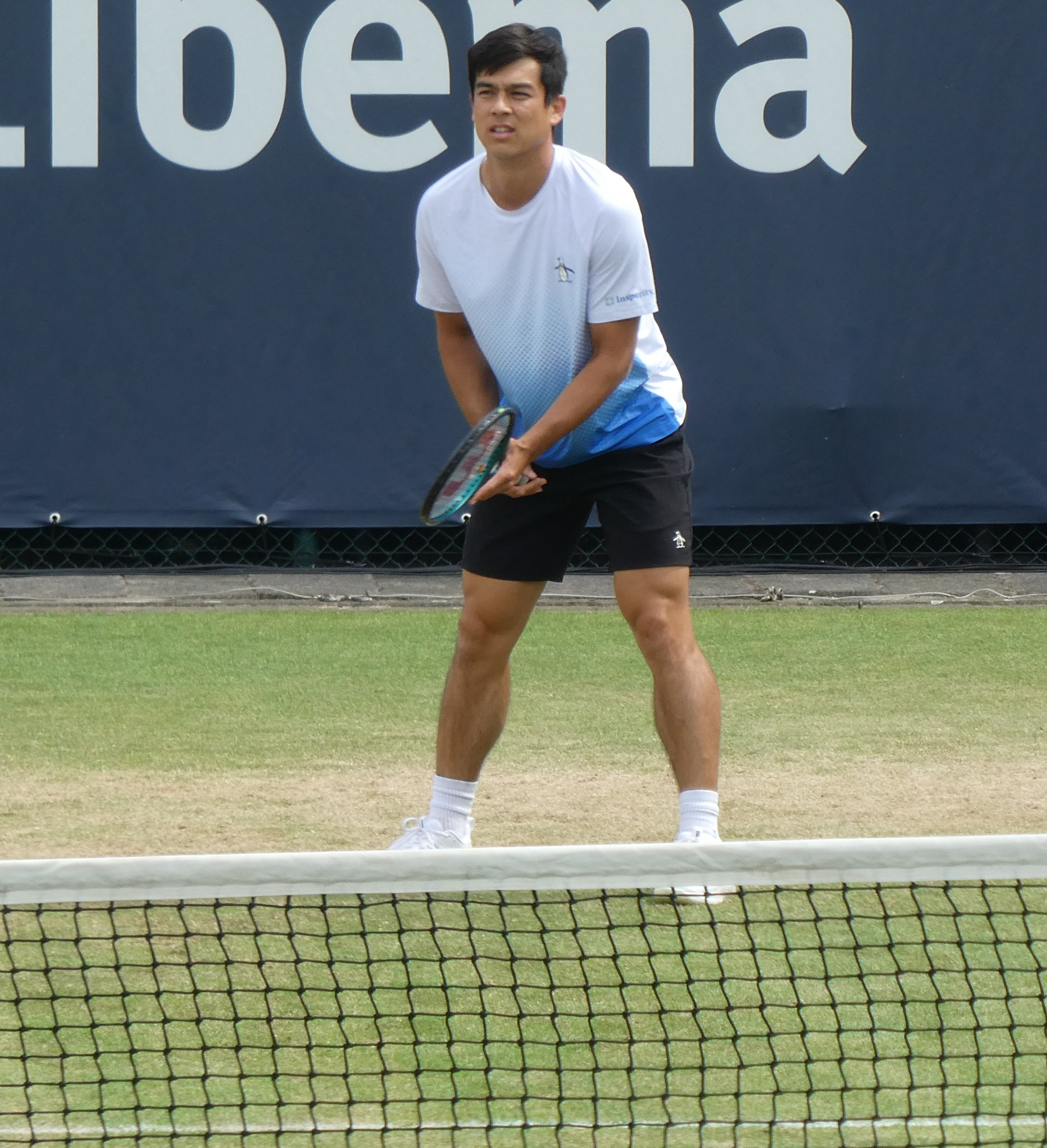
2024年リベマ・オープンでのマッケンジー・マクドナルド

全豪オープンでは1回戦で商竣程に3-6, 6-1, 6-3, 4-6, 2-6のフルセットで敗れた。そこから4ヶ月ツアーを空け、クレーシーズンに突入する。全仏オープンでは第26シードの タロン・フリークスポールに3-6, 4-6, 6-1, 2-6で初戦敗退。ウィンブルドン選手権ではエーミル・ルースヴオリに6-7(6), 6-4, 7-5, 6-7(6), 3-3の接戦の末に初戦敗退。ウエスタン・アンド・サザン・オープンではアレックス・ミケルセンとペアを組み、ATPマスターズ1000初のダブルス決勝進出を果たした。決勝ではマテ・パビッチ/マルセロ・アレバロに2-6, 4-6とストレートで敗れ、マスターズ準優勝を飾った。全米オープンでは第1シードのヤニック・シナーに6-2, 2-6, 1-6, 2-6で初戦敗退。9月末のノンタブリー・チャレンジャーⅣと10月の杭州チャレンジャーでは準優勝。その翌週の深圳竜華チャレンジャーでは優勝し、ATPチャレンジャーツアー4勝目を挙げた。年間最終ランキングはシングルス131位、ダブルス87位。

## ATPツアー決勝進出結果

### シングルス: 1回（0勝1敗）
| 大会カテゴリ                    |
| グランドスラム (0–0)            |
| ATPファイナルズ (0–0)           |
| ATPツアー・マスターズ1000 (0–0) |
| ATPツアー500 (0–1)              |
| ATPツアー250 (0–0)              |

| サーフェス別タイトル |
| ハード (0–1)         |
| クレー (0–0)         |
| 芝 (0–0)             |

| 結果   | No. | 決勝日       | 大会           | サーフェス | 対戦相手         | スコア        |
| ------ | --- | ------------ | -------------- | ---------- | ---------------- | ------------- |
| 準優勝 | 1.  | 2021年8月8日 | ワシントンD.C. | ハード     | ヤニック・シナー | 5–7, 6–4, 5–7 |

### ダブルス: 1回（1勝0敗）
| 大会カテゴリ                    |
| グランドスラム (0–0)            |
| ATPファイナルズ (0–0)           |
| ATPツアー・マスターズ1000 (0–0) |
| ATPツアー500 (1–0)              |
| ATPツアー250 (0–0)              |

| サーフェス別タイトル |
| ハード (1–0)         |
| クレー (0–0)         |
| 芝 (0–0)             |

| 結果 | No. | 決勝日        | 大会 | サーフェス | パートナー     | 対戦相手                                      | スコア           |
| ---- | --- | ------------- | ---- | ---------- | -------------- | --------------------------------------------- | ---------------- |
| 優勝 | 1.  | 2022年10月9日 | 東京 | ハード     | マルセロ・メロ | ラファエル・マトス ダビド・ベガ・エルナンデス | 6–4, 3–6, [10–4] |

## 成績
略語の説明
| W | F | SF | QF | #R | RR | Q# | LQ | A | Z# | PO | G | S | B | NMS | P | NH |

W=優勝, F=準優勝, SF=ベスト4, QF=ベスト8, #R=#回戦敗退, RR=ラウンドロビン敗退, Q#=予選#回戦敗退, LQ=予選敗退, A=大会不参加, Z#=デビスカップ/BJKカップ地域ゾーン, PO=デビスカップ/BJKカッププレーオフ, G=オリンピック金メダル, S=オリンピック銀メダル, B=オリンピック銅メダル, NMS=マスターズシリーズから降格, P=開催延期, NH=開催なし.
| 大会           | 2016 | 2017 | 2018 | 2019 | 2020 | 通算成績 |
| -------------- | ---- | ---- | ---- | ---- | ---- | -------- |
| 全豪オープン   | A    | A    | 2R   | 2R   | 1R   | 2–3      |
| 全仏オープン   | A    | LQ   | A    | 1R   |      | 0–1      |
| ウィンブルドン | A    | LQ   | 4R   | A    |      | 3–1      |
| 全米オープン   | 1R   | LQ   | 1R   | A    |      | 0–2      |

### 大会最高成績
| 大会                 | 成績 | 年                  |
| -------------------- | ---- | ------------------- |
| ATPファイナルズ      | A    | 出場なし            |
| インディアンウェルズ | 2R   | 2019, 2021-23, 2025 |
| マイアミ             | 3R   | 2022, 2023          |
| モンテカルロ         | 1R   | 2023                |
| マドリード           | 1R   | 2023                |
| ローマ               | 1R   | 2023, 2024          |
| カナダ               | QF   | 2023                |
| シンシナティ         | 3R   | 2023                |
| 上海                 | 2R   | 2023                |
| パリ                 | 2R   | 2023                |
| オリンピック         | A    | 出場なし            |
| デビスカップ         | QF   | 2024                |